# ナタリア・マリフ
ナタリア・マリフ（ロシア語: Ната́лья Никола́евна Малы́х、1993年12月8日 - ）は、ロシアのバレーボール選手。ヴォルゴグラード出身。ポジションはオポジット。ロシア代表。

## 来歴
2011年、ジュニア代表としてペルーで開催されたジュニア世界選手権に出場した。2012-13シーズンより加入したザレチエ・オジンツォボでは中心メンバーとして活躍している。
2013年、シニア代表に初選出される。同年5月のモントルーバレーマスターズで代表デビューした。同年7月のユニバーシアード大会と欧州選手権では金メダルを獲得した。同年11月のグラチャンではエースに抜擢された。
2014年、ワールドグランプリでは銅メダルを獲得、同年の世界選手権、2015年のワールドカップに出場した。

## 球歴
- 世界選手権 - 2014年
- ワールドカップ - 2015年
- グラチャン - 2013年
- 欧州選手権 - 2013年、2015年

## 受賞歴
- 2014年 - モントルーバレーマスターズ　ベストスコアラー賞

## 所属クラブ
- Voljanotchka Volgograd（2009-2012年）
- ザレチエ・オジンツォボ（2012-2015年）
- ディナモ・クラスノダール（2015-）